# منتجع وكازينو أريا
منتجع وكازينو أريا هو منتجع وكازينو فاخر جزء من مجمع سيتي سنتر في لاس فيغاس ستريب،بارادايس،نيفادا.تم افتتاح الفندق في 16 ديسمبر 2009.